# The Watch – Nachbarn der 3. Art
The Watch – Nachbarn der 3. Art (Originaltitel: The Watch) ist eine US-amerikanische Action-Komödie aus dem Jahr 2012 mit Ben Stiller, Vince Vaughn, Jonah Hill und Richard Ayoade in den Hauptrollen. Regie führte der aus dem Comedy-Trio The Lonely Island bekannte Akiva Schaffer. Der Film folgt Evan (Stiller), Bob (Vaughn), Franklin (Hill) und Jamarcus (Ayoade), einer Gruppe Bürger, die eine Nachbarschaftswache gründen. Als die vier in ihrer eigenen Stadt plötzlich Aliens entdecken, die die Welt bedrohen, müssen sie schleunigst handeln. Der Film kam am 25. Juli 2012 in die US-amerikanischen und am 6. September 2012 in die deutschen Kinos.

## Handlung
Evan Trautwig ist in seiner Heimatstadt Glenview, Ohio, ein aktiver Bürger und Filialleiter des örtlichen Costco-Marktes. Als der Nachtwächter des Costcos während seiner Schicht ermordet und enthäutet wird und die Polizei keine Hinweise findet, will Evan die Sache selbst in die Hand nehmen und den Mörder finden. So gründet er eine Nachbarschaftswache und kann drei Männer für sich gewinnen: Bob, der Vater einer Tochter im Teenageralter ist; Franklin, einen Highschool-Aussteiger, dessen Bewerbung als Polizist abgewiesen wurde; und Jamarcus, der sich vor kurzem scheiden ließ und Anschluss sucht.
Zu Evans Ärger sehen die anderen Mitglieder der Wache die Sache zunächst eher als Spaß an und betrinken sich. Als jedoch weitere Bürger auf ähnlich mysteriöse Weise umkommen, fahren sie Streife und treffen schließlich auf einen Alien, der eben den Bürger Manfred umgebracht hat. Der Alien lässt durchblicken, die Stadt sei bereits mit anderen Aliens infiltriert, und entkommt. Evan kommt auf den Gedanken, dass die Aliens den getöteten Menschen die Haut abnehmen und selbst „anziehen“, um so unauffällig in der Stadt leben zu können. Dies macht jeden Mitbürger zwangsläufig verdächtig, und beinahe jede Geste eines anderen wird als die eines Aliens interpretiert. So sieht Evan in seinem neuen Nachbarn einen Alien, da er sich seltsam verhält. Als sie das Haus des Nachbarn beschatten, erhält Bob eine Nachricht, dass seine Tochter Chelsea mit ihrem Freund Jason auf einer Party sei. Zusammen mit Franklin fährt er zu der Party und kann seine Tochter gerade noch vor den Zudringlichkeiten Jasons retten. Bob möchte Jason zur Rede stellen, doch dieser verprügelt ihn und verschwindet. Evan und Jamarcus finden inzwischen heraus, dass Evans Nachbar kein Alien ist, sondern Sexorgien in seinem Keller veranstaltet.
Schließlich macht Jamarcus ein überraschendes Geständnis: Er ist selbst ein Alien, der sich aber dazu entschlossen hat, auf die Seite der Menschheit zu wechseln, nachdem er die menschliche Kultur kennengelernt hat. Er warnt die anderen, dass die Aliens unter dem Costco-Markt einen Sender bauen, um ihre Streitkräfte zu rufen, welche die Erde ausbeuten und vernichten sollen. Jamarcus wird für seinen Betrug aus der Wache verwiesen. Bob, Franklin, Evan und Evans Frau Abby bewaffnen sich und schleichen sich in den Costco-Markt, um den Sender zu zerstören. Bob trifft dort auf Jason, der sich auch als Alien entpuppt, und es kommt erneut zum Kampf. Evan und Franklin versuchen währenddessen, den Sender abzuschalten, werden aber von Aliens umzingelt. Plötzlich erscheint Jamarcus und rettet die beiden. Er teilt ihnen mit, dass das Gehirn der Aliens in ihren Genitalien sei. Mit dieser Information schafft es Bob, Jason zu erledigen, indem er dessen Penis abreißt. Evan gelingt es, den Sender abzuschalten, was jedoch zu einem Ansturm von Aliens führt. Die Gruppe kann fliehen und zerstört mit Hilfe einer Alienwaffe das gesamte Costco-Gebäude mit allen darin befindlichen Aliens.
Einige Zeit später hat Evan, der unfruchtbar ist, mit Abby eine Tochter adoptiert. Bobs Tochter Chelsea hat einen neuen Freund, der sehr beeindruckt davon ist, dass Bob Chelseas letztem Freund den Penis abgerissen hat. Franklin hat seinen Traum wahr gemacht und ist Polizist in Glenview geworden. Jamarcus, dem die Orgie bei Evans Nachbarn sehr gut gefallen hat, nimmt weiterhin an solchen Veranstaltungen teil. Die Gruppe erhält die Nachbarschaftswache aufrecht, um Glenview weiterhin zu beschützen.

## Hintergrund
Der Film wurde vom Studio 21 Laps Productions produziert und von 20th Century Fox vertrieben. Die Premiere war am 23. Juli 2012 im Grauman's Chinese Theatre in Hollywood.

### Entstehung
Die Entwicklung des Films begann Anfang 2008. Als Titel war Neighborhood Watch geplant. Levy sollte das Projekt drei Jahre lang entwickeln. Das Originaldrehbuch wurde von Jared Stern geschrieben. Im Mai 2009 wurde mit David Dobkin und Will Ferrell über die Rolle als Regisseur oder Schauspieler verhandelt. Dobkin gab Verbesserungen des Drehbuchs an Stern weiter. Im August 2009 hatten jedoch Dobkin und Ferrell beide das Projekt verlassen.
Im Dezember 2009 war Peter Segal als möglicher Regisseur geplant, aber trotzdem hatte der Film bis November 2010 keinen Regisseur. Im gleichen Monat wurden Seth Rogen und Evan Goldberg angeheuert, um das Drehbuch komplett neu zu schreiben. Im Juni 2011 wurde dem ehemaligen Saturday-Night-Live-Komiker Akiva Schaffer die Möglichkeit der Regie angeboten. Es war sein zweiter Film, nach der 2007 erschienenen Komödie Hot Rod – Mit Vollgas durch die Hölle, bei dem er Regie führte. Am 4. Mai 2012, zwei Monate vor der Veröffentlichung, wurde der Film in The Watch umbenannt.

### Dreharbeiten
Die Dreharbeiten begannen im Oktober 2011 in Georgia und teilweise in Atlanta. Es wurde auch im Marietta Square in der Stadt Marietta gefilmt, wo mehrere Geschäfte umbenannt werden mussten. Eine der Szenen, die in Marietta gefilmt wurde, ist ein kleiner Junge auf einem Skateboard, der von Aliens entführt wird. Am 25. Oktober 2011 wurde nach Statisten gesucht, die das Football-Stadion in Smyrna, Georgia an zwei Abenden am 2. und 3. November füllen sollten. Am 23. November 2011 wurde eine kleine Rolle im Film für 23.000 US-Dollar zu Gunsten der Stiller Foundation Charity versteigert.
Ende November 2011 wurde ein ehemaliger BJ’s Wholesale Club in Norcross, Georgia so umgebaut, dass er für die Dreharbeiten wie ein Costco aussieht. Am 23. Januar 2012 gab Hill bekannt, dass die Dreharbeiten offiziell beendet wären.

## Kritiken
Die Kritiken fielen überwiegend negativ aus. So sind auf der Webseite Rotten Tomatoes nur 27 der insgesamt 159 Rezensionen in ihrem Urteil positiv, was einer Wertung von 17 % entspricht. Das Fazit der Seite besagt, der Film sei eine „unbehagliche Mischung aus Science-Fiction-Elementen und Ekelgags“. Metacritic ermittelte einen Metascore von 36 von 100 basierend auf 35 Kritiken.
Cinema.de meinte zu diesem Film: „Es gibt Alienkomödien, die durchaus witzig sind. ‚Men in Black‘ zum Beispiel oder ‚Mars Attacks!‘ von Tim Burton. ‚The Watch‘ gehört leider nicht dazu. Der Humor besteht zu großen Teilen aus schlüpfrigen Zoten, die unter die Gürtellinie zielen. Okay, bei einigen Gags kann man sich ein Grinsen nicht verkneifen, bei den meisten möchte man allerdings einfach nur davonlaufen. Liefert ‚The Watch‘ auf der einen Seite vergleichsweise kindischen Klamauk, so geht es andererseits für eine Komödie ziemlich blutig und gewalttätig zu. Was bei ‚Shaun of the Dead‘ funktioniert, wirkt hier aber eher verstörend. Die meisten Filme von Ben Stiller garantieren einen hohen Unterhaltungswert, dieser macht eine unrühmliche Ausnahme.“
Bei Filmstarts.de stellte  Christoph Petersen  fest: „‚The Watch – Nachbarn der 3. Art‘ bietet gut aufgelegte Stars, die vor keiner noch so anzüglichen Zote zurückschrecken – aber die glibberigen Aliens braucht kein Mensch, stattdessen hätten wir uns lieber ein wenig mehr satirischen Biss gewünscht.“
Das Lexikon des internationalen Films urteilte: „Launige Komödie, die einen entwaffnend gelassenen Rhythmus anschlägt und den komödiantisch versierten Darstellern reichlich Gelegenheit gibt, sich souverän die humoristischen Bälle zuzuspielen. Zwar wird eine außerirdische Superwaffe zum Anlass für eine kleine Zerstörungsorgie, doch in der Regel werden eher selbstentlarvende Gespräche geführt, die auch das gespaltene Verhältnis der "ordentlichen" Bürger zur Sexualität offenbaren.“

## Besetzung
Im Juni 2011 wurde bereits mit Vince Vaughn über die Rollen verhandelt. Die Beziehung des Charakters zu seiner Tochter überzeugte Vaughn, die Rolle zu nehmen. Hills Beteiligung am Film wurde im August 2011 bestätigt. Seine Rolle in The Watch zwang ihn dazu eine Rolle in Quentin Tarantinos Django Unchained abzulehnen, was für ihn, nach seiner 2011 Oscar-Nominierung „der nächste perfekte Schritt“ gewesen wäre. Er konnte jedoch später noch eine Rolle in dem Film bekommen. Hill musste für seinen Charakter zwei Wochen lang trainieren, wie man ein Butterfly-Messer benutzt. Für die Rolle des Jamarcus wurde zuerst auch Chris Tucker in Erwägung gezogen, bis Ayoade dazukam.
In den Nebenrollen des Filmes sind auch Erin Moriarty als Chelsea McAllister, Bobs Tochter; Nicholas Braun als Jason, Chelseas Freund; Will Forte als Sergeant Bressman, und Mel Rodriguez als sein Partner Chucho, Doug Jones als Alien, R. Lee Ermey als Manfred Salisbury, ein lokaler Bürger; und Joseph A. Nunez als Antonio Guzman, Evans ermordeter Kollege, der ihn dazu bringt, die Nachbarschaftswache zu starten. Billy Crudup kommt als Evans „komischer Nachbar“ Paul nicht im Abspann vor. Regisseur Akiva Schaffer und seine Kollegen in der Comedy-Truppe The Lonely Island, Andy Samberg und Jorma Taccone, machen einen Cameo-Auftritt in dem Film als masturbierende Mitglieder von Pauls Sexorgie.

## Deutsche Synchronfassung
Die deutsche Synchronbearbeitung entstand bei Interopa Film in Berlin. Das Dialogbuch verfasste Hannes Maurer, Synchronregie führte Tobias Meister.
| Darsteller       | Deutscher Sprecher | Rolle                   |
| ---------------- | ------------------ | ----------------------- |
| Ben Stiller      | Oliver Rohrbeck    | Evan                    |
| Vince Vaughn     | Stefan Fredrich    | Bob                     |
| Jonah Hill       | Tobias Müller      | Franklin                |
| Richard Ayoade   | Rainer Fritzsche   | Jamarcus                |
| Rosemarie DeWitt | Vera Teltz         | Abby                    |
| Will Forte       | Gerald Schaale     | Seargent Bressman       |
| Joe Nunez        | Tobias Meister     | Antonio Guzman          |
| Cathy Shim       | Verena Mehnert     | Asiatische Hausfrau     |
| Liz Cackowski    | Andrea Solter      | Carla                   |
| Erin Moriarty    | Anne Helm          | Chelsea                 |
| Patricia French  | Joseline Gassen    | Franklins Mutter        |
| Nicholas Braun   | Julius Jellinek    | Jason                   |
| R. Lee Ermey     | Jochen Schröder    | Manfred                 |
| Billy Crudup     | Peter Flechtner    | Nachbar Paul            |
| Zack Mines       | Hannes Maurer      | Prom Date               |
| Johnny Pemberton | Filipe Pirl        | Skater Kid              |
|                  | Matthias Klages    | Ed                      |
|                  | Matthias Klages    | Mann im grünen Pullover |

## Veröffentlichung

### Finanzieller Flop
Der Film spielte über 35,3 Millionen US-Dollar in Nordamerika und mehr als 32 Millionen US-Dollar in anderen Ländern ein, so dass er insgesamt Einnahmen von über 67,4 Millionen US-Dollar erzielte. Dieser Betrag liegt knapp unter dem Budget des Filmes von 68 Millionen US-Dollar.
In der Woche vor seiner Veröffentlichung zeigten Umfrage-Ergebnisse, dass bis zu 25 % des nordamerikanischen Publikums nach dem Amoklauf von Aurora in der vorherigen Woche keine Kinos mehr besuchen wollten. Diese „Kinoangst“ und der simultane Start des Films mit den olympischen Sommerspielen 2012 beeinträchtigten maßgebend den Ticketverkauf für The Watch auf negative Weise.
An seinem Eröffnungstag spielte der Film in den Vereinigten Staaten geschätzte 4,5 Millionen US-Dollar ein. An seinem Eröffnungswochenende nahm er 12,7 Millionen US-Dollar von 3168 Kinos ein, was den Film dritter nach Ice Age 4 – Voll verschoben (13,3 Millionen US-Dollar) und The Dark Knight Rises (62,1 Millionen US-Dollar) werden ließ. Die größten Teile des Publikums am Eröffnungswochenende waren älter als 25 Jahre (59 %) und männlich (60 %). Am 18. Oktober 2012 verließ der Film mit Einnahmen von über 35,3 Millionen US-Dollar die Kinos in den Vereinigten Staaten.
Außerhalb der Vereinigten Staaten hatte der Film seine erfolgreichsten Eröffnungswochenenden in Großbritannien (3,5 Millionen US-Dollar), Australien (1,8 Millionen US-Dollar) und Russland (1,3 Millionen US-Dollar). Diese Länder haben auch die größten Beträge eingespielt, mit 6 Millionen US-Dollar (Großbritannien), 5,9 Millionen US-Dollar (Australien) und 3,2 Millionen US-Dollar (Russland).

### Medien
The Watch wurde in den Vereinigten Staaten am 13. November 2012 auf DVD, Blu-ray Disc und als Download veröffentlicht. Der Veröffentlichungstermin für Heimmedien im deutschsprachigen Raum war der 4. Januar 2013. Die DVD-Version beinhaltet den Trailer, gelöschte Szenen, verpatzte Szenen und zwei Videos: „Alien Invasions & You“ und „Casting the Alien“. Die Blu-Ray umfasst den DVD-Inhalt sowie zwei zusätzlicher Videos: „Jonah Alternate Takes“ und „Watchmakers“.

## Auszeichnungen
Die Casting Society of America nominierte im Jahr 2013 Alyssa Weisberg, Shay Griffin, Yesi Ramirez sowie Karina Walters in der Kategorie Outstanding Achievement in Casting – Big Budget Feature – Comedy.